# Furio Colombo
Marco Furio Colombo, noto anche con lo pseudonimo di Marc Saudade (Châtillon, 1º gennaio 1931 – Roma, 14 gennaio 2025), è stato un giornalista, scrittore e politico italiano. È stato collaboratore di numerosi quotidiani e riviste, corrispondente dagli Stati Uniti per La Stampa alla fine degli anni ottanta del Novecento, direttore de l'Unità dal 2001 al 2005, fondatore ed editorialista de il Fatto Quotidiano dal 2009 al 2022; negli ultimi anni è stato editorialista de la Repubblica.

## Biografia
Nato a Châtillon, in Valle d'Aosta, da una famiglia ebrea, si laureò giovanissimo in giurisprudenza a Torino e già alla metà degli anni cinquanta avviò un'attività parallela tra pratica in avvocatura e partecipazione alla scrittura di programmi culturali della Rai, assieme ad Umberto Eco, Gianni Vattimo e Piero Angela: realizzò numerosi documentari, servizi giornalistici, e pubblicazioni a carattere saggistico. Dal 1967 fu giornalista professionista.
Nei primi anni settanta fu professore a contratto presso il corso di laurea in DAMS che contribuì a fondare in seno all'Università di Bologna, insegnando teoria e tecniche dei media e del linguaggio radiotelevisivo.
Nel 1971 sottoscrisse la lettera aperta a L'Espresso contro il commissario Luigi Calabresi. Nel 1972 prese parte alla realizzazione del film Il caso Mattei di Francesco Rosi, nel quale interpretò il ruolo di assistente-traduttore del fondatore dell'ENI, Enrico Mattei (Gian Maria Volonté). Nel novembre 1975 fu autore dell'ultima intervista rilasciata da Pier Paolo Pasolini, che fu pubblicata da La Stampa di Torino, allora diretta dal giornalista Arrigo Levi, il giorno prima dell'omicidio dello scrittore.
Colombo fu corrispondente dagli Stati Uniti per il quotidiano La Stampa, e per la Repubblica, di cui fu editorialista. Scrisse per il New York Times e per la New York Review of Books, insegnando giornalismo alla Columbia University e all'Università della California - Berkeley. Dal 1991 ha diretto per tre anni l'Istituto Italiano di Cultura di New York.
Nel settembre 1991 sopravvisse a un incidente aereo: mentre viaggiava su un piccolo aereo con una troupe della Rai per andare a intervistare l'allora presidente della Bassa Sassonia Gerhard Schröder per un programma sulla riunificazione tedesca, durante l'atterraggio all'aeroporto di Kiel l'aereo uscì di pista, causando la morte di una giovane produttrice.
Ha co-diretto dal 2001 al 2005 la rivista mensile L'architettura. Cronache e storia fondata da Bruno Zevi, ed è stato responsabile de La Rivista dei Libri, curatrice dell'edizione italiana della The New York Review of Books. Rivestì incarichi dirigenziali in importanti aziende, dapprima alla scuola di Adriano Olivetti, e successivamente negli Stati Uniti dove diventò chairman del gruppo FIAT nel 1988.

### Direttore del'Unità
Nel 2001 venne nominato direttore de l'Unità, da poco rinata dopo il fallimento del 2000; mantenne la carica fino al 2005, quando venne sostituito dal suo condirettore Antonio Padellaro. Secondo quanto riportato da Marco Travaglio in un editoriale del 2008 sulla stessa Unità, le dimissioni di Colombo sarebbero dovute a numerose pressioni subite dai Democratici di Sinistra per dissidi sulla linea editoriale del quotidiano.

### Cofondatore ed editorialista deil Fatto Quotidiano
Furio Colombo nel 2009 è tra i co-fondatori de il Fatto Quotidiano, nonché editorialista del giornale fino al 13 maggio 2022, quando, a causa di dissapori sorti dopo l'invasione russa dell'Ucraina, decide di lasciare la testata giornalistica con una lettera aperta rivolta al direttore Marco Travaglio e al terzo fondatore Antonio Padellaro, criticando un asserito appiattimento filo-putiniano della linea editoriale sul conflitto russo-ucraino, raccontata sul giornale da Alessandro Orsini, così come quella di una Wehrmacht buona e di americani stupratori durante la seconda guerra mondiale in Italia, raccontata invece da Massimo Fini.
Nel maggio 2022 Colombo torna quindi a collaborare con la Repubblica.

### Attività politica
Dopo l'esperienza da deputato tra le file del Partito Democratico della Sinistra e dei Democratici di Sinistra (dal 1996 al 2001), è tornato in Parlamento nel 2006, questa volta come senatore, per la lista dei DS in Lombardia e iscritto al gruppo parlamentare dell'Ulivo.
Rieletto nuovamente deputato nel 2008, è stato componente, per il Partito Democratico, della III Commissione (Affari Esteri e Comunitari) e della Commissione esaminatrice del "Premio Ilaria Alpi e Maria Grazia Cutuli". Dalla morte di Mirko Tremaglia fino allo scioglimento delle Camere, è stato il più anziano deputato della XVI legislatura. Termina il mandato nel 2013.
È grazie alla sua attività parlamentare se ad oggi esiste una legge (istituita nel 2000) che riconosce il 27 gennaio come Giorno della Memoria. Legge approvata all'unanimità dalla Camera dei deputati e successivamente dal Senato.

#### Candidatura alla segreteria del PD
Il 16 luglio 2007, con un articolo pubblicato su L'Unità, annunciò la sua candidatura alla segreteria del Partito Democratico, puntando su una critica marcata nei confronti di Silvio Berlusconi, del "berlusconismo" e di ciò che i suoi governi rappresentarono nella legislatura precedente. Tuttavia, all'atto di presentazione delle sottoscrizioni necessarie alla candidatura (il 30 luglio), presentò alcuni moduli che gli erano stati inviati via fax e quindi non in originale. L'ufficio tecnico-amministrativo del "Comitato 14 ottobre", promotore del PD, ammise la sua candidatura "con riserva", richiedendo gli originali entro 48 ore. Colombo sostenne l'impossibilità di soddisfare alla richiesta, vista l'assenza di strutture partitiche alle sue spalle, e lamentò la presenza di regole "vetero-burocratiche" che "soffocano" la nascita del nuovo partito. Il 1º agosto, con un intervento sull'Unità, annunciò la sua rinuncia alla candidatura.

#### Attività parlamentare
Secondo il sito OpenParlamento, che supervisiona le attività di deputati e senatori, al 27 maggio 2011 Furio Colombo è stato il deputato con il più alto numero di "voti ribelli", contrari cioè alle indicazioni del partito di appartenenza, pari cioè a 633.

### Altre iniziative

Furio Colombo con la moglie, la scrittrice Alice Oxman (2009)

L'8 luglio 2008 ha partecipato al No Cav Day, del quale era uno dei principali promotori, anche dichiarando la propria contrarietà per un attacco in precedenza rivolto al presidente della Repubblica Italiana Giorgio Napolitano.
Dopo avere lasciato l'Unità nel 2008, ha fondato insieme a Marco Travaglio ed Antonio Padellaro il Fatto Quotidiano di cui è stato editorialista dalla fondazione nel settembre 2009 al maggio 2022. Sul Fatto ha curato per molti anni anche la rubrica quotidiana A domanda rispondo, dove generalmente affrontava temi politici proposti dai lettori.
In contrasto con la linea assunta dal Fatto Quotidiano sull'invasione russa dell'Ucraina, considerata antiamericana e filorussa, alla decisione del quotidiano di assumere come collaboratore il saggista Alessandro Orsini ed in seguito ad un editoriale di Massimo Fini in cui veniva apertamente elogiata la Repubblica Sociale Italiana, Colombo ha scritto una lettera di protesta, annunciando in seguito la fine della permanenza presso il quotidiano di Travaglio. Il 20 maggio 2022 riprende la collaborazione come editorialista al quotidiano la Repubblica.
È stato presidente nazionale di "Sinistra per Israele", associazione che si pone il compito di "contrastare i pregiudizi antisraeliani, antisionisti e talora perfino antisemiti che albergano anche in una parte consistente della sinistra italiana".
Nel maggio 2015, in occasione dell'ottantacinquesimo compleanno di Marco Pannella, annunciò la sua iscrizione al Partito Radicale Transnazionale.

### Morte
Furio Colombo è morto il 14 gennaio 2025, a Roma, all'età di 94 anni. I funerali del giornalista si sono svolti l'indomani al cimitero acattolico di Roma.

## Vita privata
Era sposato con la scrittrice statunitense Alice Oxman, di vent'anni più giovane. Dal matrimonio è nata una figlia, Daria.

## Opere
- Nuovo teatro americano, a cura di, Milano, Bompiani, 1963.
- Le donne matte, Milano, Feltrinelli, 1964.
- L'America di Kennedy, Milano, Feltrinelli, 1964; Milano, Baldini Castoldi Dalai, 2004. ISBN 88-8490-518-4.
- Invece della violenza, Milano, Bompiani, 1967.
- Le condizioni del conflitto, Milano, Bompiani, 1970.
- Cinema e televisione dell'ultima America, a cura di, in "Bianco e Nero", fasc. 9/10, 1972.
- Documenti su il nuovo Medioevo, con Umberto Eco, Francesco Alberoni e Giuseppe Sacco, Milano, Bompiani, 1973.
- Alternative. Antologia interdisciplinare, con Benvenuto Cuminetti e Antonio Martinelli, Bergamo, Minerva italica, 1973.
- Ultima Hanoi, Milano, Bompiani, 1973.
- Da Kennedy a Watergate. Quindici anni di vita americana, Torino, SEI, 1974.
- Televisione: la realtà come spettacolo, Milano, Bompiani, 1974.
- Aspetti della comunicazione visiva nelle società industriali, Bologna, Cooperativa libraria universitaria, 1975.
- Ipertelevision, Roma, Cooperativa scrittori, 1976.
- I prossimi americani. Il Chi è chi nelle elezioni presidenziali USA del 1976. Intervista a tutti i protagonisti della vita politica americana, Milano, Garzanti, 1976.
- Agenti segreti, Milano, Garzanti, 1976.
- Carter presidente. Verso una nuova America, a cura di, Milano, Fratelli Fabbri, 1977.
- Radio e televisione, con Roberto Grandi e Nora Rizza, Rimini-Firenze, Guaraldi, 1977.
- Rabbia e televisione. Riflessioni sugli effetti imprevisti della TV, Milano, SugarCo, 1981.
- Passaggio a occidente. Viaggio dentro un'America sconosciuta, Milano, Rizzoli, 1982.
- Il Dio d'America. Religione, ribellione e nuova destra, Milano, A. Mondadori, 1983; Il Dio d'America. Religione e politica in USA, Milano, A. Mondadori, 1987. ISBN 88-04-30296-8; Claudiana, 2014, ISBN 978-88-689-8006-1.
- Un'intuizione americana, con Ugo Nespolo, Torino, Luisella D'Alessandro, 1983.
- Bersagli mobili, come Marc Saudade, Milano, A. Mondadori, 1984.
- L'ambasciatore di Panama, come Marc Saudade, Milano, A. Mondadori, 1985.
- Cosa farò da grande? Quanto tempo resta per decidere?, Milano, A. Mondadori, 1986.
- El centro, come Marc Saudade, Milano, Mondadori, 1987.
- Trappola a Hong Kong, come Marc Saudade, in "L'Espresso", 16 agosto 1987.
- Intervista alla televisione, a cura di A. Bottiglieri ed E. Ragone, Napoli, Pironti, 1988.
- Occhio testimone, Milano, Bompiani, 1988.
- Mille Americhe, Torino, La Stampa, 1988. ISBN 88-7783-030-1.
- Carriera: vale una vita?, Milano, Rizzoli, 1989. ISBN 88-17-53090-5.
- Il destino del libro e altri destini, Torino, Bollati Boringhieri, 1990. ISBN 88-339-0528-4.
- Il terzo dopoguerra. Conversazioni sul post-comunismo, Milano, Rizzoli, 1990. ISBN 88-17-84070-X.
- All'America, con Maria Luisa Spaziani e Sinisca, Matera-Ferrara, La Bautta, 1990.
- Israele. Passato e futuro. Quello che c'è da sapere prima di giudicare, Milano, Rizzoli, 1991.
- Per Israele. Notizie dalla storia, Milano, Rizzoli, 1991. ISBN 88-17-84147-1.
- Scene da una vittoria, Milano, Leonardo, 1991. ISBN 88-355-1050-3.
- La città profonda. Saggi immaginari su New York, disegni di Tullio Pericoli, Milano, Feltrinelli, 1992. ISBN 88-07-12004-6.
- Come trovare un lavoro. Chi sono. Chi voglio essere, Milano, Rizzoli, 1992. ISBN 88-17-84168-4.
- Frontiera, Milano, Gruppo editoriale Fabbri, Bompiani, Sonzogno, Etas, 1993.
- Larry Rivers: opere 1989-1992, con Achille Bonito Oliva, Roma, 32, 1993.
- Fascismo/antifascismo, con Vittorio Feltri, Milano, Rizzoli, 1994. ISBN 88-17-84378-4.
- Gli altri. Che farne, Roma-Milano, Nuova ERI-Rizzoli, 1994. ISBN 88-17-84278-8.
- Confucio nel computer. Memoria accidentale del futuro, Roma-Milano, Nuova ERI-Rizzoli, 1995. ISBN 88-17-84433-0.
- Il sogno di una destra normale. Dialogo con Reset di Furio Colombo e Vittorio Foa, Milano, Reset, 1995. ISBN 88-7989-080-8.
- Il treno della Cina. Dispacci di un viaggio, Roma-Bari, Laterza, 1995. ISBN 88-420-4536-5.
- Ultime notizie sul giornalismo. Manuale di giornalismo internazionale, Roma-Bari, Laterza, 1995. ISBN 88-420-4674-4.
- Il candidato. La politica senza il potere, Milano, Rizzoli, 1997. ISBN 88-17-84060-2.
- Fine del villaggio globale. Notizie di guerra, Milano, Reset, 1999. ISBN 88-87591-06-7.
- La vita imperfetta. Cronache di un cambiamento, Roma-Milano, Nuova ERI-Rizzoli, 1999. ISBN 88-17-86033-6.
- La scoperta di nuovi mondi, scelta e introduzione di, Roma, Istituto poligrafico e Zecca dello Stato, 2001.
- Privacy, Roma-Milano, Nuova ERI-Rizzoli, 2001. ISBN 88-17-86701-2.
- Il libro nero della democrazia. Vivere sotto il governo Berlusconi, con Antonio Padellaro, Milano, Baldini & Castoldi, 2002. ISBN 88-8490-263-0.
- La città è altrove. Riflessioni sull'architettura, Roma, Mancosu, 2003, ISBN 88-87017-07-7.
- America e libertà. Da Alexis de Tocqueville a George W. Bush, Milano, Baldini Castoldi Dalai, 2005, ISBN 88-8490-721-7.
- L'ultima intervista di Pasolini, a cura di Gian Carlo Ferretti, Collana Le coccinelle, Roma, Avagliano, 2005, ISBN 88-8309-186-8; Aliberti, 2020, ISBN 978-88-932-3368-2.
- Ci sarà un'Italia. Dialogo sulle elezioni più importanti per la democrazia italiana, con Romano Prodi, Milano, Feltrinelli, 2006. ISBN 88-07-17115-5.
- Architettura come difesa, Roma, Mancosu, 2006, ISBN 88-87017-70-0.
- La fine di Israele, Milano, Il Saggiatore, 2007, ISBN 978-88-428-1456-6.
- Post giornalismo. Notizie sulla fine delle notizie, Roma, Editori Riuniti, 2007, ISBN 978-88-359-6004-1.
- La civiltà al potere, Lugano, ADV, 2008, ISBN 978-88-7922-042-2.
- La paga. Il destino del lavoro e altri destini, Milano, Il Saggiatore, 2009, ISBN 978-88-428-1523-5.
- No. Brevi interventi in Parlamento 2008-2011, Ascoli Piceno, Sigismundus, 2011, ISBN 978-88-97359-04-3.
- Marco Alloni dialoga con Furio Colombo. Il diritto di non tacere, Reggio Emilia, Aliberti, 2011, ISBN 978-88-7424-865-0.
- Contro la Lega, Roma-Bari, Laterza, 2012, ISBN 978-88-420-9986-4.
- Il paradosso del Giorno della Memoria. Dialoghi, con Athos De Luca, Vittorio Pavoncello, Milano, Mimesis, 2014, ISBN 978-88-575-2326-2.
- Il tempo di Adriano Olivetti, con Maria Pace Ottieri, Roma, Edizioni di Comunità, 2015, 2019, ISBN 978-88-98220-38-0.
- Trump Power. Dalla Nuova Frontiera di JFK al Muro di Donald. Che cosa è successo all'America, Roma, Paper First, 2017, ISBN 978-88-99784-14-0.
- Hitler non è mai esistito. Un memorabile oblio, CELID, 2018, ISBN 978-88-678-9099-6.
- Clandestino. La caccia è aperto, Collana Le onde, Milano, La nave di Teseo, 2018, ISBN 978-88-934-4600-6.
- La scoperta dell'America, Collana Classici del giornalismo, Torino, Aragno, 2020, ISBN 978-88-938-0071-6.
- No. L'opposizione di uno, collana Collana Le onde, Milano, La nave di Teseo, 2021, ISBN 978-88-346-0884-5.
- Sulla pace. La guerra in Ucraina e l'eterno dilemma, con Vittorio Pavoncello, Reggio Emilia, Aliberti, 2022, ISBN 978-88-932-3532-7.